# Кардіфф (аеропорт)
Аеропорт Кардіфф (англ. Cardiff Airport, валл. Maes Awyr Caerdydd) (IATA: CWL, ICAO: EGFF)) — головний аеропорт Уельсу. Розташований у місті Руз, долина Гламорган, за 19 км на північний захід від столиці Уельсу, Кардіффа, обслуговує південь і центр Уельсу. Інші назви аеропорту — Кардіфф-Уельс або аеропорт Руз, за назвою села поруч з аеропортом.
Як єдиний аеропорт Уельсу, що обслуговує міжнародні регулярні рейси (місцеві регулярні рейси також обслуговуються в аеропорту Англсі), аеропорт Кардіффа забезпечує роботу регулярних перевізників, лоу-кост авіакомпаній, бізнес-авіації і чартерних авіакомпаній, а також обслуговує корпоративну і загальну авіацію. Основними напрямками є Іспанія, Ірландія, Нідерланди та британські аеропорти, але також є рейси в інші європейські країни, США і Канаду.

## Авіалінії та напрямки
| Авіакомпанія         | Пункт призначення |
| -------------------- | --- |
| BH Air               | Сезонний: Бургас |
| Flybe                | Англсі, Белфаст-Сіті, Берлін-Тегель (завершення 28 березня 2019), Корк, Шамбері, Дублін, Единбург, Фару, Глазго, Джерсі, Мілан-Мальпенса (завершення 28 вересня 2019), Мюнхен, Ньюкасл, Париж-Шарль де Голль, Рим–Фіумічіно, Венеція Сезонний: Шамбері, Женева, Гернсі, Венеція, Верона                                                                       |
| KLM                  | Амстердам |
| Qatar Airways        | Доха |
| Ryanair              | Тенерифе-Південний Сезонний: Барселона (з 2 квітня 2019), Фару, Малага (з 3 червня 2019), |
| Thomas Cook Airlines | Сезонний: Анталія, Бургас, Даламан, Енфіда (з 1 травня 2019), Ібіца, Лансароте, Ларнака, Пальма-де-Мальорка, Реус, Родос, Тенерифе-Південний, Закінф |
| TUI Airways          | Аліканте, Гран-Канарія, Хургада (з 5 листопада 2018), Лансароте, Малага, Тенерифе-Південний Сезонний: Барбадос, Бургас, Корфу, Даламан, Дубровник (з 2 травня 2019), Енфіда (з 3 травня 2019), Фару, Фуертевентура, Іракліон, Ібіца, Кефалонія, Кос, Ларнака, Менорка, Монтего-Бей, Неаполь (з 1 травня 2019), Пальма-де-Мальорка, Пафос, Реус, Родос, Закінф |
| Vueling              | Аліканте, Барселона, Малага, Пальма-де-Мальорка |

## Статистика
|                                     | Пасажирообіг | Зміна пасажирообігу | Авіатрафік |
| ----------------------------------- | ------------ | ------------------- | ---------- |
| 1997                                | 1,155,186    | –                   | 60,724     |
| 1998                                | 1,263,225    | ▲09.4 %             | 65,597     |
| 1999                                | 1,330,277    | ▲05.3 %             | 63,740     |
| 2000                                | 1,519,920    | ▲12.5 %             | 64,298     |
| 2001                                | 1,543,782    | ▲01.6 %             | 67,624     |
| 2002                                | 1,425,436    | ▼08.3 %             | 49,115     |
| 2003                                | 1,919,231    | ▲37.6 %             | 48,590     |
| 2004                                | 1,887,621    | ▼01.7 %             | 43,023     |
| 2005                                | 1,779,208    | ▼05.7 %             | 43,040     |
| 2006                                | 2,024,428    | ▲12.7 %             | 42,055     |
| 2007                                | 2,111,148    | ▲04.3 %             | 43,963     |
| 2008                                | 1,994,892    | ▼05.6 %             | 37,123     |
| 2009                                | 1,631,236    | ▼18.2 %             | 27,003     |
| 2010                                | 1,404,613    | ▼13.9 %             | 25,645     |
| 2011                                | 1,208,268    | ▼13.6 %             | 29,130     |
| 2012                                | 1,013,386    | ▼16.1 %             | 26,842     |
| 2013                                | 1,072,062    | ▲04.3 %             | 24,879     |
| 2014                                | 1,023,932    | ▼04.7 %             | 25,864     |
| 2015                                | 1,160,506    | ▲13.3 %             | 25,077     |
| 2016                                | 1,347,483    | ▲16.1 %             | 26,256     |
| 2017                                | 1,465,227    | ▲08.7 %             | 28,934     |
| 2018                                | 1,581,302    | ▲07.9 %             | 31,085     |
| Source: UK Civil Aviation Authority |              |                     |            |

## Наземний транспорт
Найближча залізнична станція — міжнародний аеропорт Руз-Кардіфф на лінії долини Гламорган. Між станцією і терміналом курсують автомоториси Rail linc. Зі станції Руз-Кардіфф щогодинно курсують потяги Arriva Trains Wales за маршрутом Мертір-Тідвіл — Брідженд (через Кардіфф-Центральний)